# Barry III
Ne doit pas être confondu avec Ibrahima Sory Barry.
Pour les articles homonymes, voir Barry.
Ibrahima Barry, communément appelé Barry III, né en 1923 à Bantignel (Pita) et mort le 25 janvier 1971 à Conakry, un homme politique guinéen. Il était le chef du parti Démocratie socialiste de Guinée (DSG).

## Biographie
Barry III est issu d'une famille aristocratique du clan Seeriyaabhe. 
Diplômé de l'École normale William-Ponty, devenu avocat en France ,, il représente en particulier la jeune génération éduquée des secteurs d'élite de la société peule. 
Barry était également franc-maçon .

## Carrière politique
Barry était le candidat du DSG aux élections législatives de 1954 .  Il a obtenu 16 098 voix (6,3% des voix en Guinée). 
Barry avait repris le poste de leader du mouvement socialiste après Yaciné Diallo . 
Avant les élections de 1956, le Parti démocrate de Guinée (PDG) a proposé à Barry d'être l'un de leurs trois candidats aux élections législatives avec Sékou Touré cependant il a rejeté l'offre. 
La même année, Barry III est candidat à la mairie de Conakry où il est battu par Sékou Touré.  
En 1957, Barry devient le secrétaire général du Mouvement socialiste africain (MSA). 
Barry est nommé ministre dans le premier gouvernement de la Guinée indépendante. 
Après la fusion de DSG dans le Parti du regroupement africain (PRA), Barry devient le secrétaire général de la branche guinéenne du PRA. En novembre 1958, l'ARP guinéenne est dissoute et Barry III ordonne à ses partisans de rejoindre le PDG.

## Arrestation et exécution
Barry est arrêté en décembre 1970, puis détenu au camp Alpha Yahya. Le 25 janvier 1971, lors de la purge qui suit l'opération Mer Verte, il est pendu en public au pont Tombo à Conakry .

## Surnom
Barry III était parfois surnommé « Syliyoré » (« petit éléphant » en soussou), une référence aux similitudes entre son programme politique et celui de Sékou Touré (qui était communément surnommé Syli, « élephant » en soussou).